# هینگولولا
هینگولولا (به لاتین: Hingulwela) یک منطقهٔ مسکونی در سری‌لانکا است که در استان مرکزی (سری‌لانکا) واقع شده‌است.